# Acanthoscurria simoensi
Acanthoscurria simoensi is een spinnensoort uit de familie van de vogelspinnen (Theraphosidae). De wetenschappelijke naam van de soort werd voor het eerst geldig gepubliceerd in 2000 door Vol.
De soort komt voor in Guyana, Frans-Guyana en Brazilië.